# John Boyne

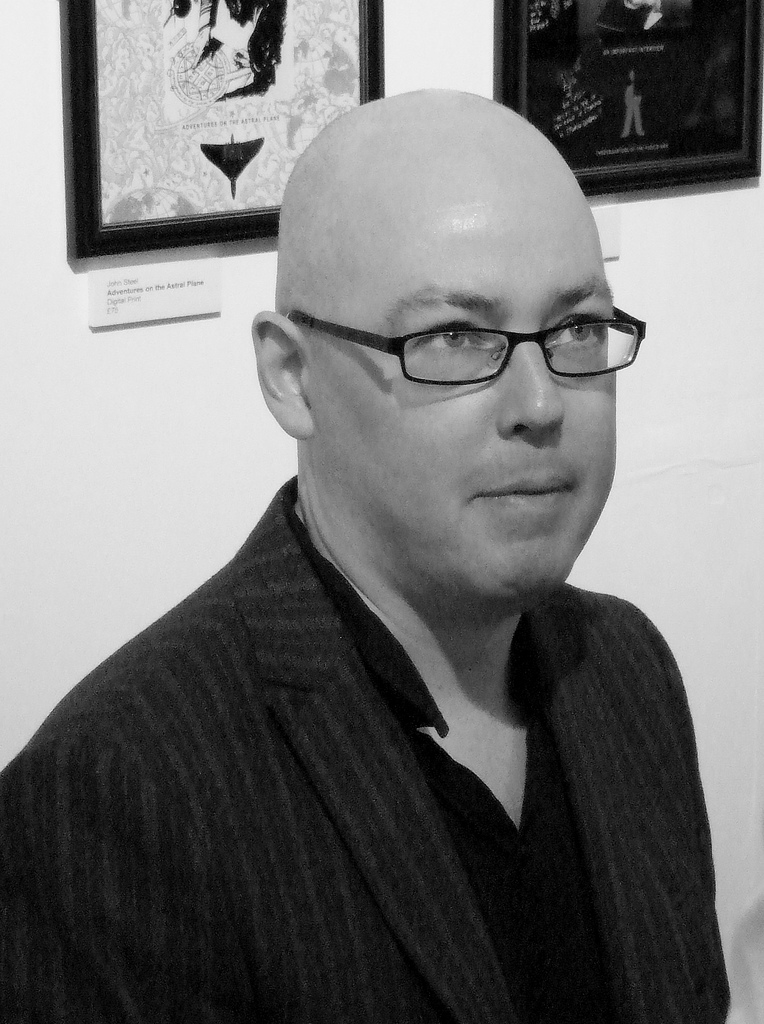
Boyne beim Humber-Mouth-Festival (2009)

John Boyne (* 30. April 1971 in Dublin, Irland) ist ein Schriftsteller. Er veröffentlichte bisher 24 Romane und verschiedene Kurzgeschichten. Mit seinem Roman The Boy in the Striped Pyjamas (2006, dt. Der Junge im gestreiften Pyjama, 2007) schrieb Boyne einen weltweiten Bestseller, der auch von Miramax verfilmt wurde. Boyne lebt in Dublin.

## Leben und Werk

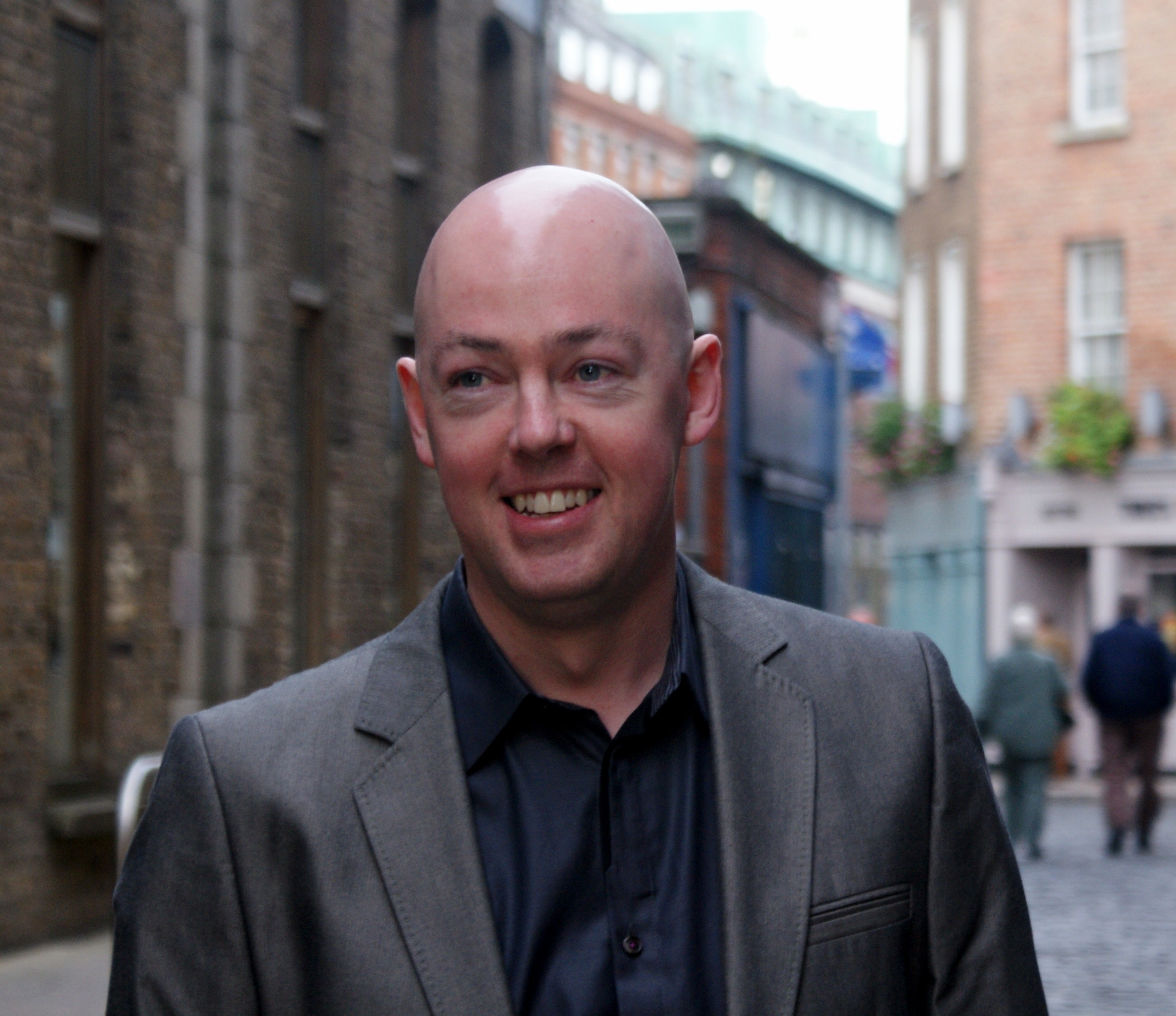
John Boyne in Dublin (2010)

John Boyne studierte Englische Literatur am Trinity College Dublin und Kreatives Schreiben an der University of East Anglia in Norwich.
Mit Der Junge im gestreiften Pyjama gelang Boyne der internationale literarische Durchbruch. Es wurde bis 2022 in 57 Sprachen übersetzt, über neun Millionen Exemplare wurden verkauft. 2007 wurde das Buch in Budapest verfilmt.
2013 war er Jurymitglied der Auszeichnung Das außergewöhnliche Buch des Kinder- und Jugendprogramms des Internationalen Literaturfestivals Berlin.

## Nominierungen und Auszeichnungen
- 1993: Shortlist – Hennessy Literary Award
- 1995: Gewinner des Curtis Brown Award
- 2000: Longlist – The Irish Times Literature Award
- 2004: Shortlist – Hughes & Hughes Irish Novel of the Year Award
- 2004: Shortlist beim Irish Book Award für Das Geheimnis der Montignacs
- 2006: Shortlist – British Book Award, Border's New Voices Award, Ottakar’s Children’s Book Prize, Paolo Ungari Literary Award (Italy)
- 2007: Longlist – The Carnegie Medal
- 2007: Shortlist – Irish Novel of the Year Award, Leeds Book Award, North-East Book Award, Berkshire Book Award, Sheffield Book Award,  Lancashire Book Award, Prix Farniente (Belgien), Flemish Young Readers Award, Independent Booksellers Book of the Year
- 2007: Irish Book Award für Der Junge im gestreiften Pyjama in den Kategorien Jugendbuch, Buch des Jahres und Bestes Hörbuch
- 2007: Specsavers Irish Children’s Book of the Year – Senior für Der Junge im gestreiften Pyjama
- 2007: Bisto Book of the Year Award für Der Junge im gestreiften Pyjama
- 2008: Nominierung für den Deutschen Jugendliteraturpreis für Der Junge im gestreiften Pyjama in der Kategorie Jugendjury
- 2008: Nominiert für den International IMPAC Literary Award
- 2008: Shortlist – Deutscher Jugendliteraturpreis
- 2008: Gewinner des Qué Leader Award für den besten ausländischen Roman des Jahres (spanische Übersetzung)
- 2009: Gewinner des Orange Reader’s Group Prize (Buch des Jahres)
- 2009: Named Honorary Patron of the University Philosophical Society, Trinity College, Dublin
- 2009 LovelyBooks Leserpreis in der Kategorie Bester Klappentext für „Der Junge im gestreiften Pyjama“
- 2010: Shortlist – Irish Book Awards: Children’s Book of the Year
- 2011: Shortlist – Sheffield Children’s Book Award, Hull Children’s Book Award
- 2012: Longlist – The Carnegie Medal
- 2012: Gewinner – Hennessy Literary Awards Hall of Fame
- 2013: Shortlist des Little Rebels Children’s Book Award für Die unglaublichen Abenteuer des Barnaby Brocket[3][4]
- 2013: Shortlist Irish Book Award in der Sektion Bestes Kinderbuch des Jahres für Stay Where You Are and Then Leave[5]
- 2014: Luchs des Monats für The Terrible Thing That Happened To Barnaby Brocket
- 2014: Irish Book Award (Sparte „Short Story“) für Rest Day
- 2014: Shortlist Little Rebels Children’s Book Award für Stay Where You Are and Then Leave[6][7]
- 2015: Gustav-Heinemann-Friedenspreis für Kinder- und Jugendbücher für So fern wie nah
- 2017: Buxtehuder Bulle für Der Junge auf dem Berg
- 2022: Irish Book Award – Library Association of Ireland „Author of the Year“

Weitere:
- Shortlist British Book Award für Der Junge im gestreiften Pyjama
- Shortlist Prix Farmiente für Der Junge im gestreiften Pyjama
- Longlist Carnegie Medal für Der Junge im gestreiften Pyjama
- Shortlist Ottakar’s Book Prize für Der Junge im gestreiften Pyjama
- Shortlist Paolo Ungari Prize für Der Junge im gestreiften Pyjama
- Nominiert für den International IMPAC Literary Award für Der Junge im gestreiften Pyjama

## Bibliografie
| Englischsprachige Originalausgabe | Deutschsprachige Erstausgabe | Anmerkungen                                                                   |
| --- | --- | ----------------------------------------------------------------------------- |
| 2000: The Thief of Time. Weidenfeld & Nicolson (London), ISBN 978-0-552-77615-8                                                      | | Roman nicht in deutschsprachiger Übersetzung erschienen                       |
| 2001: The Congress of Rough Riders, John Boyne (Text), Weidenfeld & Nicolson (London), ISBN 978-0-552-77614-1                        | | Roman nicht in deutschsprachiger Übersetzung erschienen                       |
| 2004: Crippen. Penguin, ISBN 978-0-552-77743-8                                                                                       | 2013: Der freundliche Mr. Crippen – Die Geschichte eines Mordes, Werner Löcher-Lawrence (Übersetzung aus dem Englischen), Arche (Zürich), ISBN 978-3-7160-2700-4                          | Roman                                                                         |
| 2006: Next of Kin. Penguin, ISBN 978-0-552-77740-7                                                                                   | 2012: Das Vermächtnis der Montignacs, Gabriele Weber-Jaric (Übersetzung aus dem Englischen), Piper Verlag (München), ISBN 978-3-492-30154-1                                               | Roman                                                                         |
| 2006: The Boy in the Striped Pyjamas. David Fickling Books (Oxford), ISBN 978-1-86230-527-4                                          | 2007: Der Junge im gestreiften Pyjama, Brigitte Jakobeit (Übersetzung aus dem Englischen), S. Fischer Verlag (Frankfurt a. M.), ISBN 978-3-596-85228-4                                    | Roman                                                                         |
| 2008: Mutiny on the Bounty. Doubleday (London), ISBN 978-0-552-77392-8                                                               | 2011: Der Schiffsjunge – Die wahre Geschichte der Meuterei auf der Bounty, Andreas Heckmann (Übersetzung aus dem Englischen), S. Fischer Verlag (Frankfurt a. M.), ISBN 978-3-8414-2118-0 | Roman                                                                         |
| 2008: The Second Child. New Island (Dublin), ISBN 978-1-905494-82-8                                                                  | | Roman nicht in deutschsprachiger Übersetzung erschienen                       |
| 2009: The Dare. Black Swan, ISBN 978-0-552-77529-8                                                                                   | 2012: Zu schnell, Adelheid Zöfel (Übersetzung aus dem Englischen), S. Fischer Verlag (Frankfurt a. M.), ISBN 978-3-596-81127-4                                                            | Roman                                                                         |
| 2009: The House of Special Purpose. Doubleday (London), ISBN 978-0-552-77541-0                                                       | 2011: Das Haus zur besonderen Verwendung, Fritz Schneider (Übersetzung aus dem Englischen), Piper (München), ISBN 978-3-492-27265-0                                                       | Roman                                                                         |
| 2010: Noah Barleywater Runs Away. Oliver Jeffers (Illustration), David Fickling Books (Oxford), ISBN 978-1-84992-040-7               | 2012: Der Junge mit dem Herz aus Holz, Adelheid Zöfel (Übersetzung aus dem Englischen), S. Fischer Verlag (Frankfurt a. M.), ISBN 978-3-596-85477-6.                                      | Roman mit Illustrationen                                                      |
| 2011: The Absolutist. Doubleday (London), ISBN 978-0-552-77540-3                                                                     | 2012: Das späte Geständnis des Tristan Sadler, Werner Löcher-Lawrence (Übersetzung aus dem Englischen), Arche (Zürich), ISBN 978-3-7160-2664-9                                            | Roman                                                                         |
| 2012: The Terrible Thing That Happened to Barnaby Brocket, Oliver Jeffers (Illustration), Doubleday (London), ISBN 978-0-85753-146-9 | 2013: Die unglaublichen Abenteuer des Barnaby Brocket, Adelheid Zöfel (Übersetzung aus dem Englischen), Fischer Verlag, ISBN 978-3-596-85576-6                                            | Roman mit Illustrationen                                                      |
| 2013: This House Is Haunted, Doubleday (London), ISBN 978-0-85752-092-0.                                                             | 2014: Das Haus der Geister, Übersetzung Sonja Finck. Piper, München ISBN 3-492-06004-8 | Roman                                                                         |
| 2013: Stay Where You Are and Then Leave. Doubleday (London), ISBN 978-0-85753-294-7                                                  | 2014: So fern wie nah, Brigitte Jakobeit. Martina Tichy (Übersetzung aus dem Englischen), S. Fischer Verlag, Frankfurt, ISBN 978-3-596-85650-3                                            | Roman. Gustav-Heinemann-Friedenspreis für Kinder- und Jugendbücher, 2015      |
| 2013: Rest Day, Brian Fitzgerald (Illustration), in: The Irish Times vom 21. Dezember 2013                                           | | Kurzgeschichte. Nicht in deutscher Übersetzung erschienen                     |
| 2014: A History of Loneliness. Doubleday ISBN 0-85752-094-6                                                                          | 2015: Die Geschichte der Einsamkeit. Übersetzung Sonja Finck. Piper, München ISBN 3-492-06014-5                                                                                           | Roman. Auch in Niederländisch, Portugiesisch, Russisch, Spanisch, Italienisch |
| 2015: The Boy at the Top of the Mountain. Doubleday Childrens ISBN 0-85753-452-1                                                     | 2017: Der Junge auf dem Berg. Aus dem Englischen von Ilse Layer. S. Fischer Verlag, Frankfurt, ISBN 978-3-7373-4062-5.                                                                    | Roman                                                                         |
| 2017: The Heart’s Invisible Furies. Doubleday ISBN 978-0-85752-348-8                                                                 | 2018: Cyril Avery. Übersetzung Werner Löcher-Lawrence. Piper, München, ISBN 978-3-492-05853-7                                                                                             | Roman                                                                         |
| 2018: A Ladder To The Sky. Doubleday ISBN 978-0-85752-349-5                                                                          | 2021: Die Geschichte eines Lügners. Übersetzung aus dem Englischen von Maria Hummitzsch und Michael Schickenberg. Piper, München, ISBN 978-3-492-05963-3                                  | Roman                                                                         |
| 2019: My Brother’s Name is Jessica. Puffin ISBN 978-0-241-37613-3                                                                    | 2023: Mein Bruder heißt Jessica. Übersetzt von: Adelheid Zöfel. Piper, München, ISBN 978-3-7335-0640-7                                                                                    | Roman                                                                         |
| 2020: A Traveller at the Gates of Wisdom. Doubleday ISBN 978-0-85752-619-9                                                           | | Roman                                                                         |
| 2021: The Echo Chamber. Doubleday ISBN 978-0-85752-621-2                                                                             | | Roman                                                                         |
| 2022: All the broken places. Doubleday ISBN 978-0-85752-885-8                                                                        | 2022: Als die Welt zerbrach, Übersetzung aus dem Englischen von Michael Schickenberg und Nicolai von Schweder-Schreiner, Piper, München, ISBN 978-3-492-07197-0                           | Roman Fortsetzung zu Der Junge im gestreiften Pyjama                          |
| 2023: Water. Doubleday ISBN 978-0-85752-981-7                                                                                        | | Roman                                                                         |
| 2024: Earth. Doubleday ISBN 978-0-85752-983-1                                                                                        | | Roman                                                                         |